# BL Herculis
Désignations
BL Herculis (en abrégé BL Her) est une étoile variable de la constellation boréale d'Hercule. Sa magnitude apparente visuelle varie entre 9,70 et 10,62, elle n'est donc jamais assez brillante pour être visible à l'œil nu. D'après la mesure de sa parallaxe annuelle par le satellite Gaia, l'étoile est distante d'environ ∼ 3 850 a.l. (∼ 1 180 pc) de la Terre. Elle s'en éloigne à une vitesse radiale héliocentrique de +18 km/s. C'est le prototype de la classe des étoiles variables de type BL Herculis, un groupe de céphéides de type II à courte période.
La variabilité de BL Herculis est découverte par Cuno Hoffmeister, qu'il annonce dans un article paru en 1929. Les premières observations de l'étoile ont donné une période de variation très incorrecte de 4,2 jours, ce qui a produit des courbes de lumière et de vitesses radiales particulières. La première période correcte déterminée, de 1,3 jour, est publiée par Pavel Parenago en 1940 et une période bien plus précise de 1,307 441 85 jour est dérivée à partir d'observations photométriques en 1983. La portion descendante de la courbe de lumière de l'étoile montre une « bosse », dont des modèles suggèrent qu'elle pourrait résulter d'une résonance 2:1 entre les modes de pulsations fondamental et du second harmonique. Cette bosse est considérée comme étant la caractéristique principale des étoiles de type BL Her, même si sa position relative par rapport à la luminosité maximale varie en fonction de la période de l'étoile,.
La masse de BL Herculis est estimée être d'environ 0,75 masse solaire, ce qui est légèrement au-dessus de la masse typique d'une variable de type RR Lyrae.